# نيك لوف
نيك لوف (بالإنجليزية: Nick Love)‏ هو كاتب سيناريو وكاتب ومخرج بريطاني، ولد في 24 ديسمبر 1969 في لندن في المملكة المتحدة.

## وصلات خارجية
- نيك لوف على موقع IMDb (الإنجليزية)
- نيك لوف على موقع ألو سيني (الفرنسية)
- نيك لوف على موقع أول موفي (الإنجليزية)
- نيك لوف على موقع قاعدة بيانات الأفلام السويدية (السويدية)
- نيك لوف على موقع قاعدة بيانات الفيلم (الإنجليزية)
- نيك لوف على موقع كينوبويسك (الروسية)